# Cryptus karakurti
Cryptus karakurti là một loài tò vò trong họ Ichneumonidae.